# Argemone ochroleuca stenopetala
Argemone ochroleuca subsp. stenopetala  es una subespecie de Argemone ochroleuca de la familia Papaveraceae. El género Argemone está representado por poco más de 20 especies de regiones templadas y tropicales casi exclusivamente de América, aunque una de ellas, A. mexicana L., ha sido introducida a muchas otras partes del mundo. En México, con frecuencia se les denomina “chicalote”. A algunas se les atribuyen propiedades curativas, especialmente contra afecciones de los ojos y de la piel.
Son plantas de ambientes abiertos, asoleados y muchas han resultado favorecidas por las actividades del hombre, comportándose como malezas; su hábitat preferencial son las parcelas en descanso y los bordes de los caminos. No se conoce con exactitud el área de distribución original de varias de las especies.

## Clasificación y descripción
Anual; botones florales cilindráceos, de 8 a 12 mm de largo y 4 a 6 mm de ancho, cuernos de los sépalos de 5 a 8 mm de largo incluyendo la delgada espina terminal; pétalos de color amarillo claro a blanco, estrechamente elípticos, de (1) 1.5 a 2.5 cm de largo y de 3 a 6 mm de ancho; estambres 20 a 30; estilo de alrededor de 1 mm de largo en el fruto; cápsulas 3 a 5-carpelares, de 2 a 4 cm de largo incluyendo el estigma y de 1 a 1.8 cm de ancho, sin tomar en cuenta las espinas, de éstas, las más largas miden de 6 a 9 mm de longitud y se encuentran mezcladas con otras más cortas y finas; semillas de 1.8 a 2 mm de largo.

## Distribución
Poco registrada también para el resto del país: Chihuahua, Durango, Michoacán, Hidalgo y México, al parecer se trata de una planta rara.

## Hábitat
Planta muy escasa, sólo conocida hasta la fecha de la Ciénega de Zacapu, en lugares perturbados con suelo de drenaje deficiente, así como de las cercanías de Morelia. Altitud 1900-2000 m s. n. m. Se le ha encontrado en flor en abril.

## Estado de conservación
No se encuentra bajo algún estatus de protección.